# アンドリュー・マーレー

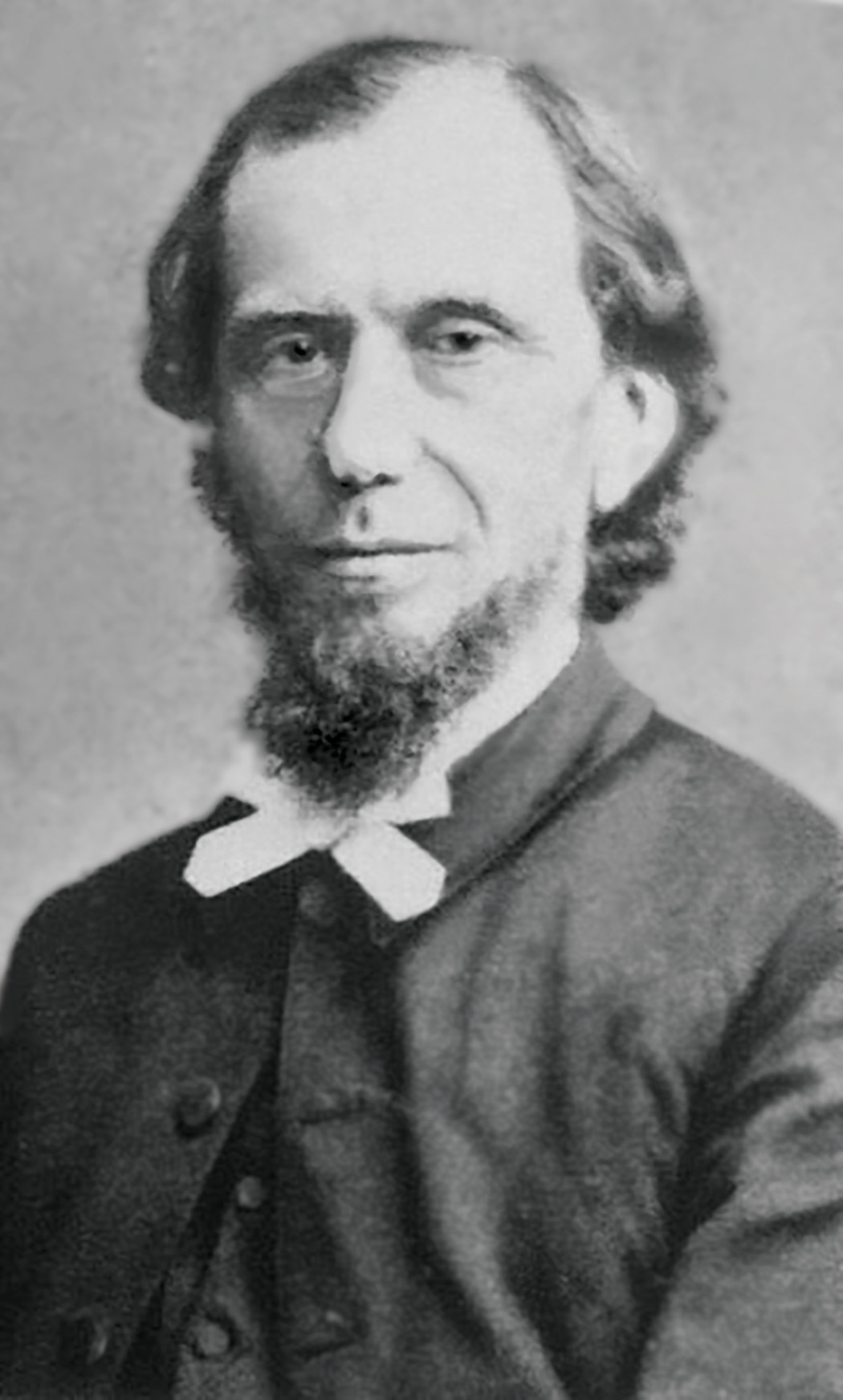
アンドリュー・マーレー

アンドリュー・マーレー（Andrew Murray, 1828年5月9日 - 1917年1月18日）は、南アフリカ共和国の著作家、教師、キリスト教牧師である。マーレーは宣教を「教会の究極のもの」として考えた。

## 初期の人生と教育
アンドリュー・マーレーはアンドリュー・マーレー卿（1978年 - 1866年）の2番目の子供である。父はオランダ改革派の宣教師として、スコットランドから南アフリカに送られた。マーレーは南アフリカのケープタウンで生まれた。母はフランスのユグノーとドイツのルター派の二つの派と関係があった。
アンドリューは兄のジョンと一緒に、初等教育のためスコットランドのアバディーンに送られた。2人は1845年に修士号を取得するまでそこにいた。その後、彼らはユトレヒト大学へ行って神学を学んだ。兄弟は、当時オランダで流行していた、理性主義に反対したリバイバル運動の、ヘット・リヴィルのメンバーになった。1848年5月9日にオランダ改革派教会のハギュー委員会によって任職を受けて、ケープタウンに戻った。
1856年7月2日、マーレーはエマ・ラザフォードとケープタウンで結婚した。夫婦は男4人、女4人の8人の子供をもうけた。

## 南アフリカでの宗教的活動
アンドリューは南アフリカのブレムフォンタインとウェリントンで牧会をした。1860年の南アフリカ・リバイバルの擁護者だった。1889年に、マルサ・オズバーンとスペンサー・ウォルトンと共に南アフリカ総宣教の創設者の1人になった。マルサ・オズバーンがジョージ・ホーと結婚した後で、1891年に南西アフリカ総宣教を設立した。両者は1894年に合併した。なぜなら、宣教活動がアフリカの国々に広がっていったからである。1998年に宣教の名前がアフリカ福音フェローシップ（AEF）という名前に変えた。AEFは1918年にSIMに合流して、今日も継続している。
マーレーは1917年1月18日に死去した。死の4ヶ月前が89歳の誕生日だった。長年かれは多くの人々に影響を与えている。その1人がジェシー・ペン・ルイスで、1904年のウェールズ・リバイバルの中心人物である。

## 著作
- 祈りの一致
- キリストの御霊（沢村五郎による日本語訳がある）
- キリストのように
- キリストにとどまれ
- 絶えず祈りなさい
- キリストと共に
- 内なる生活